# 灰椋鸟
灰椋鸟，又名杜丽雀、高粱头、假画眉、竹雀、管莲子、哈拉雀，是絲光椋鳥屬的一種鳥類。這種鳥原產於東亞洲，在其大部分分布範圍內是一種常見且知名的鳥類。

## 分類
灰椋鳥曾經被歸類於椋鳥屬（Sturnus）。2008年發表的一項分子親緣關係學研究發現該屬是多系群的。 在重新組織以創建單系群屬時，灰椋鳥與絲光椋鳥一起被移至絲光椋鳥屬（Spodiopsar），該屬於1889年由理察·鮑德勒·夏普所提出。這種鳥是單型種：不承認有任何亞種。

## 生态环境
灰椋鸟活动于平原地带和浅山开阔地，觅食的时候常在地面奔走；他们喜结成大群活动，有时会以遮天闭日之势从一棵树迅速移动到另一棵树。

## 分布地域
灰椋鸟分布很广，见于东欧、亚洲北部的俄罗斯、蒙古、日本、朝鲜、东南亚的缅甸；中国东部自北向南均有本物种分布，分布的西限可达青海的青海湖地区和西南地区云贵高原的三江并流区域。

## 特征
灰椋鸟体形中等大小，体长25厘米左右。本物种雄雌同形同色，整个头部、颈部基色均为黑色，双颊以喙基部为中心密布放射状分布的细长白斑；上背、下背、肩羽、胸部、两胁均为土褐色；飞羽黑褐色，外翈羽缘白色；尾上覆羽白色；中央尾羽土褐色，外侧的尾羽均为黑褐色；腹部和尾下覆羽纯白色。虹膜偏红色；喙黄色尖端黑色。叫声嘈杂。

## 食物
灰椋鸟主要取食动物性食物，他们的食谱以昆虫为主，包括蝗虫、蟋蟀、叶甲、蝉等；冬春季昆虫较不活跃的时候，本物种主要取食各种植物的种子和果实。

## 繁殖与保护
灰椋鸟营巢于各种天然形成，大小适合的洞穴中，有时利用啄木鸟的弃洞营巢，巢距地面较高，高程可达3－10米；巢以细树枝、枯草树叶筑成，并垫以羽毛；每巢产卵3－5枚，卵蓝色。
本物种未列入濒危名单，但被作为医药成分被捕猎，中医传统理论认为灰椋鸟除去内脏及羽毛的全体、黑烧备用，可以收敛固涩、益气养阴，这在一定程度上刺激了对本物种的捕猎。

## 大众文化
神奇宝贝的姆克儿、姆克鸟和姆克鹰都以灰椋鸟为原型。